# Chery A3
Der Chery A3, in Serbien Chery Tengo ist ein Fahrzeug der Kompaktklasse des chinesischen Herstellers Chery Automobile. In Australien, Neuseeland und Südafrika wurde er mit dem Namen Chery J3 vermarktet.
Der A3, dessen Design von Pininfarina stammt, war als Stufenheck oder als Schrägheck mit in den Fensterrahmen verborgenen hinteren Türgriffen erhältlich. Als Konzeptfahrzeug wurde die Schrägheckvariante erstmals auf der Auto China 2006 gezeigt, auf der gleichen Messe im Jahr 2008 wurde die Serienversion das erste Mal gezeigt. Angetrieben wird der Wagen von einem 1,6-Liter-Ottomotor mit einer maximalen Leistung von 93 kW (126 PS). Von dem Schrägheck gab es nur eine einzige Ausstattungslinie mit einer für chinesische Verhältnisse bereits umfangreichen Sicherheitsausstattung mit ABS sowie Fahrer- und Beifahrer-Airbag; für das Stufenheck gab es darüber hinaus gegen Aufpreis ESP und seitliche Airbags. Zu der Serienausstattung gehören zudem eine Klimaanlage, Zentralverriegelung mit Fernsteuerung oder auch eine Verbrauchsanzeige.
Beim durch C-NCAP im Modelljahr 2008 durchgeführten Crashtest wurde das Modell mit fünf Sternen bewertet und erreichte 45,3 Punkte.
In Ägypten wurden die Modelle als Speranza M11 (Stufenheck) und Speranza M12 (Schrägheck) in Lizenz gefertigt.

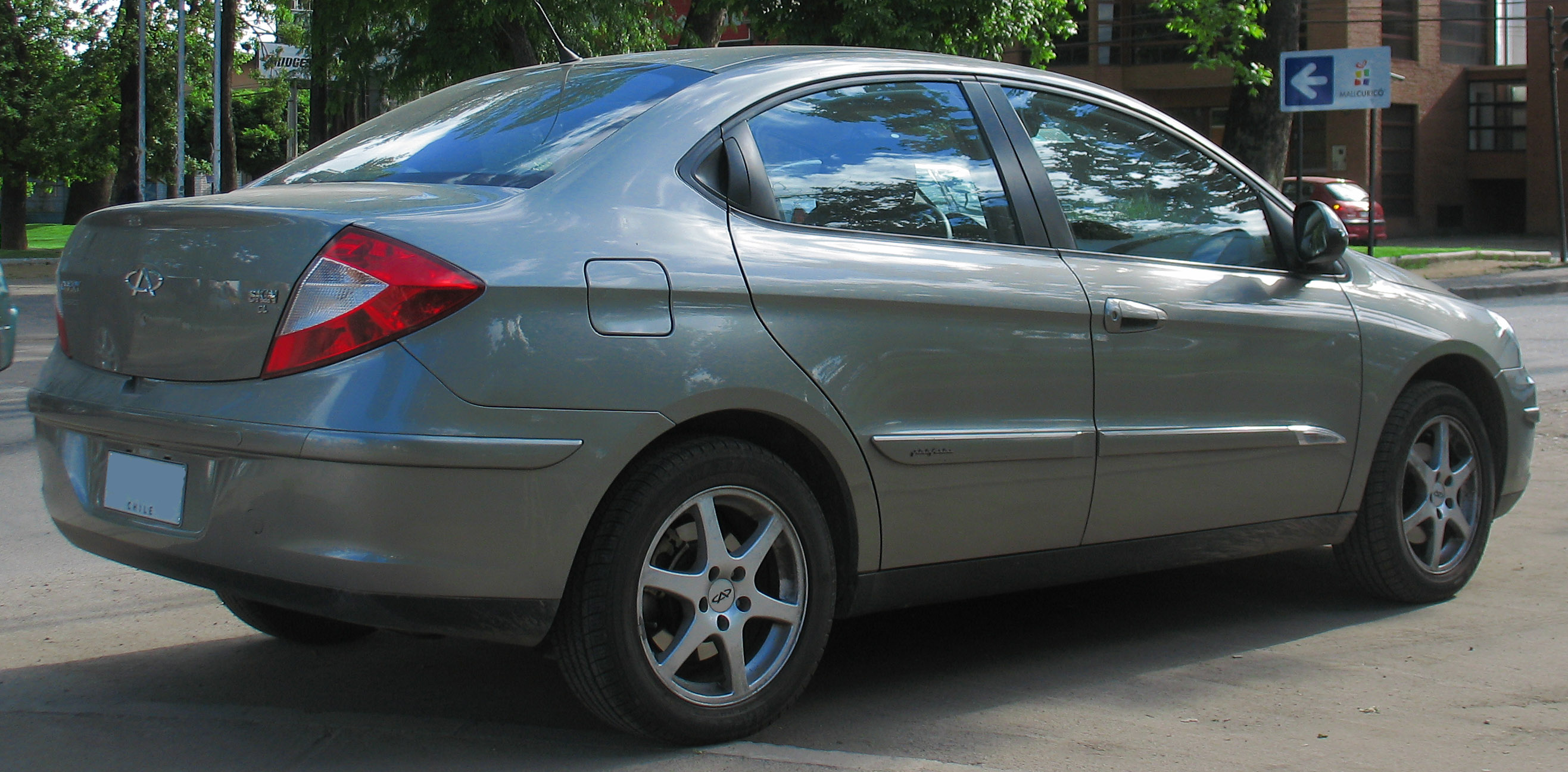
Heckansicht
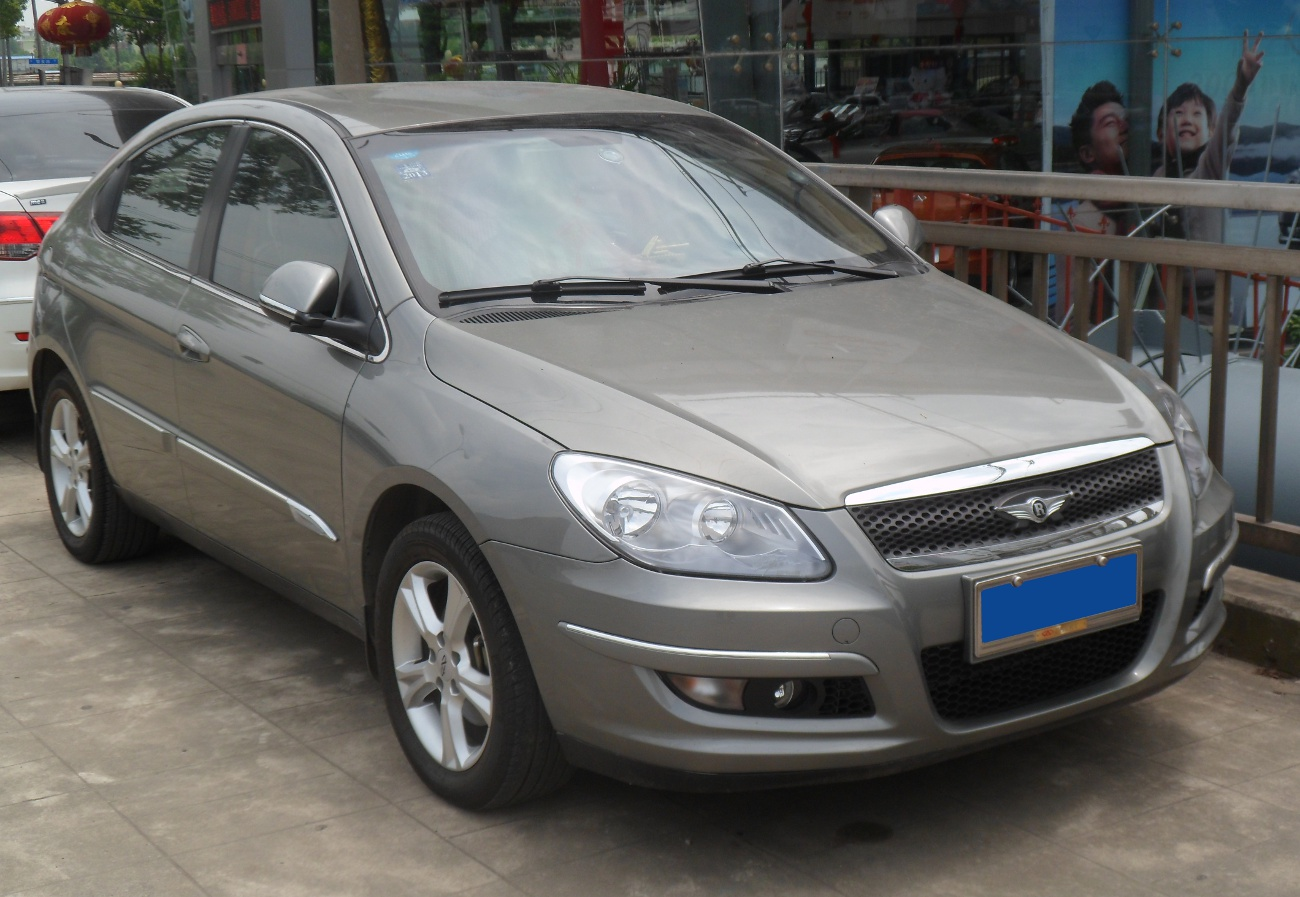
Chery A3 Hatch
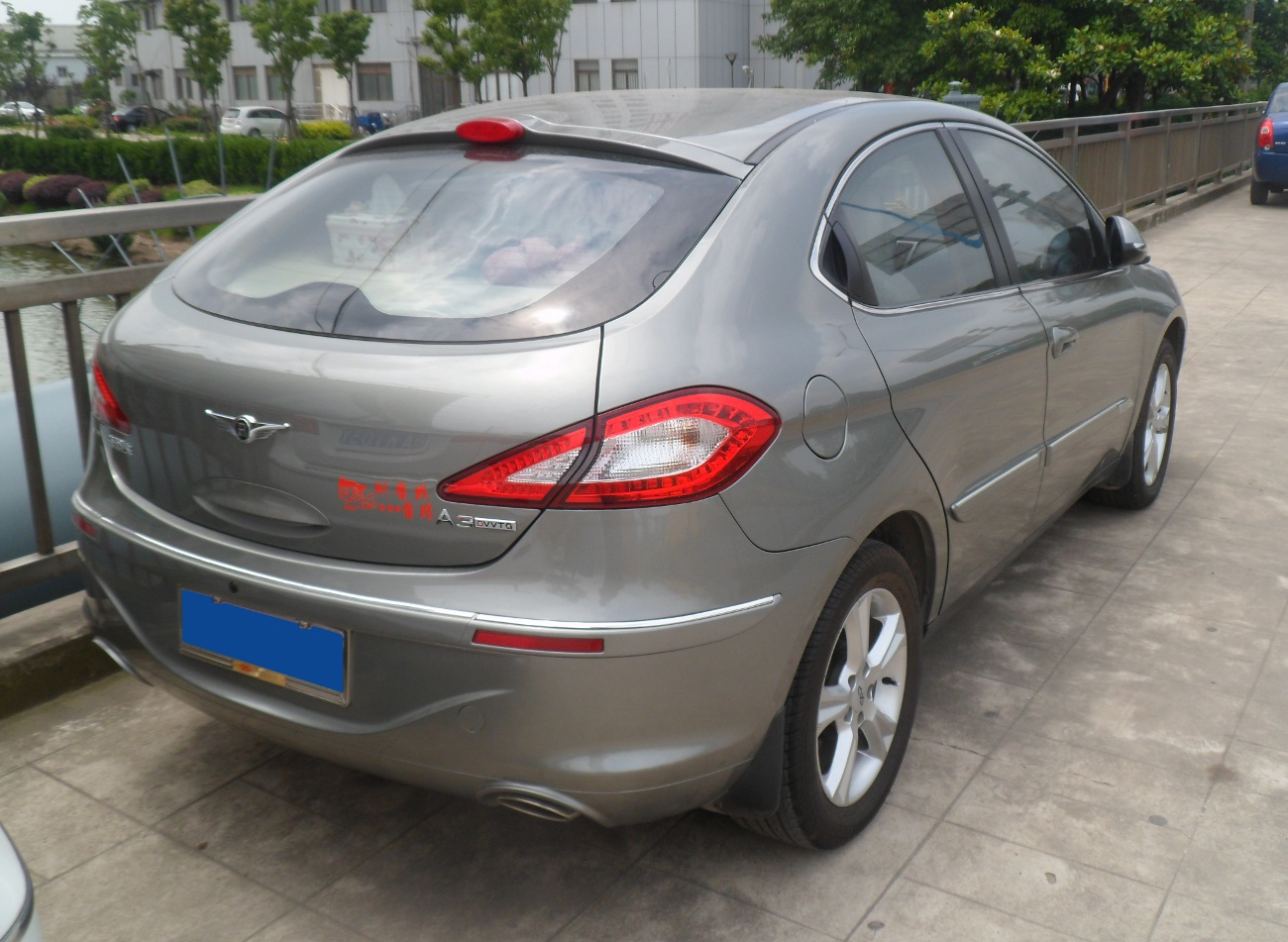
Heckansicht

## Technische Daten
|                                            | 1.6                       |
| ------------------------------------------ | ------------------------- |
| Bauzeitraum                                | 2008–2017                 |
| Motorkenndaten                             |                           |
| Motortyp                                   | R4-Ottomotor              |
| Hubraum                                    | 1598 cm³                  |
| Verdichtungsverhältnis                     | 11,0 : 1                  |
| max. Leistung bei min−1                    | 93 kW (126 PS) / 6150     |
| max. Drehmoment bei min−1                  | 160 Nm / 3900             |
| Kraftübertragung                           |                           |
| Antrieb                                    | Vorderradantrieb          |
| Getriebe, serienmäßig                      | 5-Gang-Schaltgetriebe     |
| Getriebe, optional                         | (Stufenloses Getriebe)    |
| Messwerte                                  |                           |
| Höchstgeschwindigkeit                      | 180 km/h                  |
| Beschleunigung, 0–100 km/h                 | 14,1 s (15,5 s)           |
| Kraftstoffverbrauch auf 100 km, kombiniert | 6,5 l Super (7,5 l Super) |
| Tankinhalt                                 | 57 l                      |

- Werte in ( ) gelten für Fahrzeuge mit stufenlosem Getriebe